# Пелам-Менор (Нью-Йорк)
Пелам-Менор (англ. Pelham Manor) — селище (англ. village) в США, в окрузі Вестчестер штату Нью-Йорк. Населення — 5752 особи (2020).

## Географія
Пелам-Менор розташований за координатами 40°53′35″ пн. ш. 73°48′21″ зх. д. / 40.89306° пн. ш. 73.80583° зх. д. (40.893068, -73.805928).  За даними Бюро перепису населення США в 2010 році селище мало площу 3,58 км², з яких 3,48 км² — суходіл та 0,11 км² — водойми.

### Клімат
| Клімат : Пелам-Менор    | Клімат : Пелам-Менор | Клімат : Пелам-Менор | Клімат : Пелам-Менор | Клімат : Пелам-Менор | Клімат : Пелам-Менор | Клімат : Пелам-Менор | Клімат : Пелам-Менор | Клімат : Пелам-Менор | Клімат : Пелам-Менор | Клімат : Пелам-Менор | Клімат : Пелам-Менор | Клімат : Пелам-Менор | Клімат : Пелам-Менор |
| Показник                | Січ.                 | Лют.                 | Бер.                 | Квіт.                | Трав.                | Черв.                | Лип.                 | Серп.                | Вер.                 | Жовт.                | Лист.                | Груд.                | Рік                  |
| Абсолютний максимум, °C | 22,8                 | 23,9                 | 30,0                 | 35,6                 | 36,1                 | 37,2                 | 40,0                 | 38,9                 | 38,3                 | 31,7                 | 27,8                 | 25,0                 | 40,0                 |
| Середній максимум, °C   | 4,0                  | 6,1                  | 10,8                 | 17,0                 | 23,2                 | 27,6                 | 30,0                 | 28,8                 | 24,5                 | 18,6                 | 12,8                 | 6,6                  | 17,5                 |
| Середній мінімум, °C    | −6,6                 | −5,4                 | −1,6                 | 3,6                  | 8,4                  | 13,8                 | 16,8                 | 16,0                 | 11,7                 | 5,1                  | 1,4                  | −3,6                 | 5,0                  |
| Абсолютний мінімум, °C  | −23,3                | −20,6                | −16,7                | −8,3                 | −1,7                 | 3,3                  | 9,4                  | 6,7                  | 1,1                  | −2,8                 | −11,1                | −20                  | −23,3                |
| Норма опадів, мм        | 90                   | 72                   | 103                  | 106                  | 110                  | 87                   | 107                  | 100                  | 111                  | 93                   | 104                  | 97                   | 1180                 |
| Днів з дощем            | 8,5                  | 8,1                  | 9,3                  | 9,8                  | 10,9                 | 9,3                  | 9,0                  | 8,7                  | 7,6                  | 6,7                  | 9,2                  | 9,4                  | 113,4                |
| ----------------------- | -------------------- | -------------------- | -------------------- | -------------------- | -------------------- | -------------------- | -------------------- | -------------------- | -------------------- | -------------------- | -------------------- | -------------------- | -------------------- |
| Джерело: Weatherbase    |                      |                      |                      |                      |                      |                      |                      |                      |                      |                      |                      |                      |                      |

## Демографія
Згідно з переписом 2010 року, у селищі мешкало 5486 осіб у 1857 домогосподарствах у складі 1489 родин. Густота населення становила 1530 осіб/км².  Було 1925 помешкань (537/км²).
Расовий склад населення:
| - 89,6 % — білих - 4,3 % — азіатів - 2,1 % — чорних або афроамериканців - 1,6 % — осіб інших рас |

До двох чи більше рас належало 2,5 %. Частка іспаномовних становила 7,2 % від усіх жителів.
За віковим діапазоном населення розподілялося таким чином: 30,3 % — особи молодші 18 років, 55,7 % — особи у віці 18—64 років, 14,0 % — особи у віці 65 років та старші. Медіана віку мешканця становила 42,2 року. На 100 осіб жіночої статі у селищі припадало 97,1 чоловіків;  на 100 жінок у віці від 18 років та старших — 90,2 чоловіків також старших 18 років.
Середній дохід на одне домашнє господарство  становив 280 081 долар США (медіана — 188 659), а середній дохід на одну сім'ю — 308 699 доларів (медіана — 203 688). Медіана доходів становила 139 850 доларів для чоловіків та 80 094 долари для жінок. За межею бідності перебувало 2,8 % осіб, у тому числі 2,2 % дітей у віці до 18 років та 4,0 % осіб у віці 65 років та старших.
Цивільне працевлаштоване населення становило 2706 осіб. Основні галузі зайнятості: науковці, спеціалісти, менеджери — 24,4 %, освіта, охорона здоров'я та соціальна допомога — 22,4 %, фінанси, страхування та нерухомість — 18,4 %.